# Volodímir Herún
Volodímir Herún (nacido el 25 de marzo de 1994 en Dnipropetrovsk) es un jugador de baloncesto ucraniano que pertenece a la plantilla del Sendai 89ers de la B.League. Con 2,08 metros de altura juega en la posición de Pívot.

## Trayectoria

### High School
Se formó en la Canarias Basketball Academy, situada en Las Palmas de Gran Canaria.
Jugó la campaña 2011-2012 (con tan sólo 17 años) en las filas del club de su ciudad, el BC Dnipro Dnipropetrovsk, que compite en la Superliga de Baloncesto de Ucrania. 
Con ellos se proclamó campeón de la Copa de Baloncesto de Ucrania y disputó 3 partidos (1 en liga y 2 en la VTB United League. En liga jugó un total de 1,6 min, en los que no aportó en ninguna estadística de juego, mientras que en la VTB United League jugó un total de 3, en los que falló el único tiro libre que intentó y cogió un rebote.

### Universidad
Tras marcharse de Ucrania, se unió a la Universidad de Virginia Occidental, situada en Morgantown, Virginia Occidental, donde estuvo la temporada 2012-2013. Al término de su temporada sophomore fue transferido a la Universidad de Portland, situada en Portland, Oregón, donde pasó sus dos últimos años (2013-2015).
En su año sophomore (2012-2013), se perdió los seis primeros partidos de liga por la reglas de la NCAA al haber jugado 3 partidos a nivel profesional en Ucrania.
Solo disputó 7 partidos (ninguno como titular) con los West Virginia Mountaineers, promediando 1,2 puntos y 0,7 rebotes en 4,7 min de media.
En su año junior (2013-2014), ya en las filas de los Pilots de Portland, se declaró inmediatamente elegible por la NCAA. Jugó los 31 partidos que disputó el equipo (ninguno como titular) con un promedio de 3,4 puntos y 2 rebotes en 11,2 min. 
Anotó 9 puntos (todos en la segunda parte) en la derrota contra los Oregon State Beavers, marcó 7 puntos y cogió 7 rebotes (máxima de la temporada) contra los Michigan State Spartans y metió 12 puntos (máxima de la temporada) contra los Southern Utah Thunderbirds. Dio 3 asistencias (máxima de la temporada) contra los Columbia Lions, robó 2 balones (máxima de la temporada) contra los Portland State Vikings, puso 2 tapones (máxima de la temporada)  contra los San Diego Toreros y jugó 20 min (máxima de la temporada; lo igualó 3 veces) contra los Saint Mary's Gaels.
En su último año con los Pilots, su año senior (2014-2015), jugó 33 partidos (30 como titular) con un promedio de 8,3 puntos (51,5 % en tiros de 2), 5,9 rebotes y 1,1 tapones en 24,3 min. Finalizó la temporada en la West Coast Conference como el 3º en rebotes ofensivos (89), el 8º en rebotes totales (197) y rebotes por partido y el 4º en tapones totales (39) y tapones por partido.
Anotó 21 puntos (10-12 de 2 y 1-1 en tiros libres, máxima anotación de su carrera universitaria), cogió 8 rebotes, dio 1 asistencia, robó 1 balón y puso 1 tapón en 23 min contra los SIU Edwardsville Cougars, metió 7 puntos (3-11 de 2 y 1-2 en tiros libres), atrapó 15 rebotes (máxima de su carrera universitaria) y colocó 1 tapón en 29 min contra los Gonzaga Bulldogs, marcó 9 puntos (4-5 de 2 y 1-2 en tiros libres), cogió 9 rebotes, dio 4 asistencias (máxima de su carrera universitaria), puso 1 tapón y robó 2 balones en 14 min en el partido que abría la temporada contra los Concordia Stingers. Anotó 15 puntos (5-8 de 2 y 5-6 en tiros libres), cogió 6 rebotes, dio 1 asistencia, robó 1 balón y puso 4 tapones (máxima de su carrera universitaria) en 25 min contra los Sacramento State Hornets, metió 12 puntos (6-9 de 2 y 0-2 en tiros libres), atrapó 6 rebotes, dio 1 asistencia, puso 2 tapones y robó 3 balones (máxima de su carrera universitaria, que esa misma temporada hizo contra los Montana State Bobcats) en 25 min contra los Loyola Marymount Lions, marcó 13 puntos (4-9 de 2 y 5-9 en tiros libres), cogió 10 rebotes, dio 1 asistencia y robó 1 balón en 41 min (máxima de su carrera universitaria) contra los San Jose State Spartans.
Disputó un total de 64 partidos (30 como titular) con los Portland Pilots entre las dos temporadas, promediando 5,9 puntos y 4 rebotes en 17,7 min de media.

### Profesional

#### Viten Getafe
Tras no ser elegido en el Draft de la NBA de 2015, firmó en diciembre de 2015 por el Viten Getafe (equipo vinculado al Montakit Fuenlabrada) de la LEB Plata, la tercera división española, siendo esta su primera experiencia como profesional.
Tan solo disputó 2 partidos con el conjunto getafense, ya que después dio el salto a la LEB Oro. En esos 2 partidos promedió 11 puntos, 8 rebotes, 1 asistencia y 2 balones robados en 27,2 min.

#### Actel Força Lleida
El 18 de diciembre de 2015, el Actel Força Lleida de la LEB Oro, la segunda división española, anunció su fichaje hasta final de temporada.
Entró en el mejor quinteto de la jornada 18 de la LEB Oro, tras anotar 20 puntos (8-13 de 2 y 4-11 de TL), coger 13 rebotes, dar 2 asistencias, poner 3 tapones y recibir 6 faltas en 30,5 min para 30 de valoración en la victoria por 91-84 contra San Pablo Inmobiliaria Burgos.

#### Calzados Robusta Clavijo
Volodímir llegaba en verano de 2016 a Logroño procedente del Actel Força Lleida y se convirtió en uno de los jugadores destacados este año en el Calzados Robusta, el joven pívot ucraniano acumuló diversas nominaciones en el Quinteto Ideal de la Jornada FEB y un MVP individual. En total, jugó 20 partidos con el equipo riojano, alcanzando promedios de 14,7 puntos y 6,7 rebotes en solo 23 minutos por partido, para una valoración total de 17,9 puntos, que le colocaron entre los jugadores más sobresalientes de la competición.

#### Fútbol Club Barcelona "B"
El 30 de enero de 2017, el Calzados Robusta anuncia la desvinculación del pívot por el pago de la cláusula de rescisión de su contrato por parte del FC Barcelona, por lo que queda extinguida la relación que unía al jugador con el club por esta y la próxima temporada.

#### Cafés Candelas Breogán
El 20 de julio de 2018 se hace oficial su fichaje por el Cafés Candelas Breogán de la Liga ACB.

#### Unicaja Málaga
El 5 de julio de 2019 se incorpora a la filas del Unicaja Málaga por dos temporadas más una tercera opcional.

#### Büyükçekmece Basketbol
El 17 de agosto de 2021, firma por el Büyükçekmece Basketbol de la Türkiye Basketbol 1. Ligi.

#### Real Betis Baloncesto
El 14 de julio de 2022, firma por el Real Betis Baloncesto de la Liga Endesa.

#### Sendai 89ers
El 26 de julio de 2023, firma por el Sendai 89ers de la B.League.

### Selección nacional
Ha disputado con las categorías inferiores de Ucrania el Europeo sub-16 de 2009 en Kaunas, Lituania,  el Europeo Sub-16 División B de 2010 en Tallinn, Estonia y el Campeonato Europeo Sub-18 de baloncesto de 2011 en Wroclaw, Polonia.
En el Europeo Sub-16 de 2009, Ucrania quedó en 15º lugar y Herún disputó 5 partidos con un promedio de 3,4 puntos y 4,2 rebotes en 15,1 min de media.
En el Campeonato Europeo Sub-16 División B de 2010, Ucrania se colgó la medalla de plata y Herún disputó 8 partidos con un promedio de 17,3 puntos (58 % en tiros de 2), 9,1 rebotes, 1,8 rebotes y 2,4 tapones en 28 min de media. Fue el máximo anotador, reboteador y taponador de la selección.
Fue nombrado MVP y elegido en el mejor quinteto del Campeonato Europeo Sub-16 División B, donde finalizó como el 7.º máximo anotador, el 7.º en rebotes por partido, el 4º en tapones por partido, el 5º en rebotes defensivos por partido (6,9), el 8º en % de tiros de campo (51,6 %), el 7º en % de tiros de 2, el 1.º en tiros libres anotados por partido (5,5), el 7º en tiros de 2 anotados por partido (5,9), el 11.º en tiros de campo anotados (5,9), el 3º en faltas recibidas por partido (6,5) y el 10º en dobles-dobles (3).
En el Campeonato Europeo Sub-18 de baloncesto de 2011, Ucrania quedó en 13.eɽ lugar y Herún disputó 9 partidos con un promedio de 18,2 puntos (52,6 % en tiros de 2), 11,1 rebotes, 1,3 asistencias, 1,9 robos de balón y 2,1 tapones en 34,2 min. Fue el máximo anotador, reboteador y taponador de la selección.
Finalizó en el Campeonato Europeo Sub-18 de baloncesto como el 3º máximo anotador, el 2º en rebotes por partido, el 1º en tapones por partido, el 3º en rebotes defensivos por partido (6,9), el 2º en rebotes ofensivos por partido (4,2), el 8º en % de tiros de campo (50 %), el 11º en % de tiros de 2, el 6º en % de tiros libres (75,9 %), el 2º en tiros libres anotados por partido (4,6), el 1º en tiros de 2 anotados por partido (6,7), el 3º en tiros de campo anotados (6,8), el 18º en robos por partido, el 4.º en min por partido, el 8º en faltas recibidas por partido (4,8) y el 1º en dobles-dobles (5).
Disputó el All-Star Game del Campeonato Europeo Sub-18 de baloncesto de 2011, en el que anotó 4 puntos (2-3 en tiros de 2), cogió 2 rebotes, puso 1 tapón y robó 1 balón en 13 min.
[actualizar]
En septiembre de 2022 disputó con el combinado absoluto ucraniano el EuroBasket 2022, finalizando en decimosegunda posición.